# Mercedes-Benz S2000
Mercedes-Benz S2000 — крупнотоннажный грузовой автомобиль-вездеход. Впервые был представлен в Венгрии в 2002 году, компанией Mercedes-Benz. Серийное производство стартовало в том же году в городе Дьёр. Автомобиль применялся для военных сил стран членов НАТО и перевозки пассажиров и грузов в экстремальных условиях. В 2008 году на смену этому грузовику пришёл Mercedes-Benz Zetros.

## История
В июне 2002 года Mercedes-Benz представил первые прототипы капотных армейских машин нового тактического семейства S2000, выполненного на агрегатах серийных грузовиков и рассчитанного на насыщение вооружённых сил новых членов НАТО, а также для замены прежних поколений машин армий других стран. В него входят грузовики с полезной нагрузкой 4-12 т и колёсными формулами 4x4 и 6x6 (модели от S1823A до S2633A), оборудованные рядными 6-цилиндровыми дизелями мощностью 230—326 л. с., 9-ступенчатой коробкой передач, удлинённой 3-местной кабиной со спальным местом, люком в крыше, креплениями для ручного оружия и ящиками для амуниции, созданной совместно с британской компанией Mayflower. Автомобиль производился на венгерском заводе Rába. В 2008 году автомобиль был снят с производства и заменён более новым Mercedes-Benz Zetros, производство которого было налажено на заводе Daimler Truck в Вёрт-ам-Райне.

## Применение
Автомобиль применялся военными силами членов стран НАТО, дорожные службы, месторождения, перевозка грузов и пассажиров в экстремальных условиях, перевозка химиечски-опасных грузов, транспортные экспедиции.